# 南延君坟墓盗掘事件
南延君坟墓盗掘事件是1868年发生在朝鲜王朝的一起外国人盗窃朝鲜高宗国王祖父坟未遂事件。

## 背景
在上海的英国怡和洋行职员，德意志漢堡商人恩斯特‧奧佩特1866年4月和8月兩次造訪朝鲜半島，要求和朝鲜贸易。但是朝鲜采取闭关锁国政策，拒绝了他。这年，朝鲜国王李㷩之父兴宣大院君下令取缔天主教，全国捕杀天主教徒。法國傳教士費龍逃離朝鲜，抵达中國的上海。費龍见到奧佩特，提议盗取兴宣大院君之父南延君的遗骨，迫其同意開放港口。

## 过程
奧佩特从上海的漢堡公司禪臣洋行租賃一艘船，并承诺向禪臣洋行提供好处。船上挂普魯士國旗，船上共37人，包括在美国驻上海领事馆当过翻译的美国人詹金斯，法国传教士費龍和朝鲜天主教徒以及中国卫兵。
他们4月19日在牙山湾登陸，到德山郡袭击德山郡官府，夺取武器，又在民间掠取盜墓工具。登陸6小时后找到位于德山郡的南延君墓。因灌有铁水，盗墓失败。21日船在永宗岛和江华岛之间的东检岛海面下了锚。他们试图同朝鲜王朝谈判，兴宣大院君下令开火。船26日逃回上海。奧佩特手下兩個菲律賓雇傭兵死亡，一名德意志人受傷。

## 事后
奧佩特支援者的對手，向普魯士政府報告說，奧佩特的海盜船濫用了普魯士國旗，破壞了普魯士的聲譽，普魯士駐上海領事因此被撤職。普魯士參議院認為奧佩特應該受到審判。西班牙政府代表船員中的菲律賓人要求得到賠償。漢堡法院判奧佩特入獄3個月。詹金斯也受到美國駐華領事館的審判，但是被宣佈無罪釋放，法庭認為他有犯罪意圖但是沒有實行。
此事件使朝鮮王朝加深了对西方和天主教的敌视，加强了闭关锁国政策。礼山和瑞山地区的1千多名天主教徒被拷打致死。